# Lista över arbetslivsmuseer i Norrbottens län
Här följer en förteckning över arbetslivsmuseer i Norrbottens län.

## Norrbottens län
| Namn                                              | Typ av museum | Kommun, ort               | Adress Koordinat                                              | ID-nr | Bild                                                                                        |
| ------------------------------------------------- | ------------- | ------------------------- | ------------------------------------------------------------- | ----- | ------------------------------------------------------------------------------------------- |
| Siknäsfortets Museiförening                       |               | Kalix, Siknäs             | Siknäsbatteriet 65.8707, 22.6446                              | 4562  | Ladda upp en bild av detta arbetslivsmuseum                                                 |
| Victoriafortet                                    |               | Jokkmokk, Vuollerim       | Victoriafortet 66.4178, 20.6122                               | 4606  | Se fler bilder av detta arbetslivsmuseum · Ladda upp en till bild av detta arbetslivsmuseum |
| Gränsförsvarsmuseum                               |               | Kiruna, Abisko            | Gränsförsvarsmuseum 68.35939, 18.7802                         | 4605  | Ladda upp en till bild av detta arbetslivsmuseum                                            |
| Säljaktsmuseum                                    |               | Luleå, Luleå              | Mörö hamn 65.48412, 21.95812                                  | 4289  | Ladda upp en bild av detta arbetslivsmuseum                                                 |
| Vitåfors maskinmuseum                             |               | Luleå, Vitåfors           | Västra Vitåfors 703 65.9579, 22.36362                         | 4424  | Ladda upp en till bild av detta arbetslivsmuseum                                            |
| Jävrebodarnas fiskecamp och bruksmuseum           |               | Piteå, Jävrebyn           | N. Jävrebodarna 54 65.07822, 21.52703                         | 4296  | Ladda upp en bild av detta arbetslivsmuseum                                                 |
| Garverimuseum                                     |               | Pajala, Pajala            | Sattajärvi koordinater saknas                                 | 1700  | Ladda upp en bild av detta arbetslivsmuseum                                                 |
| Grans lantbruksmuseum                             |               | Piteå, Öjebyn             | Granparken koordinater saknas                                 | 1701  | Ladda upp en bild av detta arbetslivsmuseum                                                 |
| Holgers traktormuseum                             |               | Överkalix, Svartbyn       | Svartbyn koordinater saknas                                   | 1702  | Ladda upp en till bild av detta arbetslivsmuseum                                            |
| Hyttgården                                        |               | Kalix, Töre               | Luleåvägen 1 koordinater saknas                               | 1703  | Ladda upp en bild av detta arbetslivsmuseum                                                 |
| Jordbruksmuseum                                   |               | Piteå, Sikfors            | Svedjan koordinater saknas                                    | 1704  | Ladda upp en bild av detta arbetslivsmuseum                                                 |
| Kalix fiskemuseum                                 |               | Kalix, Kalix              | invid Kalix camping koordinater saknas                        | 1705  | Ladda upp en bild av detta arbetslivsmuseum                                                 |
| Kvarngården                                       |               | Kalix, Kalix              | Björkfors koordinater saknas                                  | 1706  | Ladda upp en bild av detta arbetslivsmuseum                                                 |
| Norrbottens järnvägsmuseum                        |               | Luleå, Luleå              | Arcusvägen 95 Karlsvik 65.59628, 22.06777                     | 1708  | Se fler bilder av detta arbetslivsmuseum · Ladda upp en till bild av detta arbetslivsmuseum |
| Pansarmuseet                                      |               | Boden, Boden              | före detta A8 området koordinater saknas                      | 1709  | Ladda upp en bild av detta arbetslivsmuseum                                                 |
| Glommers hattmuseum                               |               | Arvidsjaur, Glommersträsk | Storgatan 103 65.26165, 19.63248                              | 4400  | Ladda upp en bild av detta arbetslivsmuseum                                                 |
| Skags fyr                                         |               | Piteå, Jävre              | Jävre koordinater saknas                                      | 1713  | Ladda upp en till bild av detta arbetslivsmuseum                                            |
| Sikfors gamla kraftverk                           |               | Piteå, Sikfors            | 65.53443, 21.21222                                            | 1712  | Ladda upp en bild av detta arbetslivsmuseum                                                 |
| Rödbergsfortet                                    |               | Boden, Boden              | Rödberget koordinater saknas                                  | 1711  | Se fler bilder av detta arbetslivsmuseum · Ladda upp en till bild av detta arbetslivsmuseum |
| Swensbylijda,Svensby hembygdsgård                 |               | Piteå, Svensbyn           | Östra Lidenvägen 55 koordinater saknas                        | 1716  | Ladda upp en bild av detta arbetslivsmuseum                                                 |
| Storforsens skogsbruks- och flottningsmuseum      |               | Älvsbyn, Vitsele          | Munksundsbaracken koordinater saknas                          | 1715  | Ladda upp en bild av detta arbetslivsmuseum                                                 |
| Skidans hus                                       |               | Boden, Boden              | Granatvägen koordinater saknas                                | 1714  | Ladda upp en bild av detta arbetslivsmuseum                                                 |
| Älvsby bensinmuseum                               |               | Älvsbyn, Älvsbyn          | Fabriksgatan/Betonggatan 65.68048, 20.97868                   | 4167  | Ladda upp en bild av detta arbetslivsmuseum                                                 |
| Ekomuseum Historisk skogsexport från Kalix älvdal |               | Kalix                     | Virtuella utställningar på webben koordinater saknas          | 4374  | Ladda upp en bild av detta arbetslivsmuseum                                                 |
| Karesuando hembygds- och krigsmuseum              |               | Kiruna, Karesuando        | koordinater saknas                                            | 4140  | Ladda upp en bild av detta arbetslivsmuseum                                                 |
| RFN Expo/ Museum                                  |               | Älvsbyn, Vidsel           | Försvarets materiel verk, Provplats Vidsel 65.88257, 20.12032 | 2767  | Ladda upp en till bild av detta arbetslivsmuseum                                            |
| Flygmuseet F 21                                   |               | Luleå, Luleå              | Norrbottens flygflottilj 65.54167, 22.1055                    | 1696  | Se fler bilder av detta arbetslivsmuseum · Ladda upp en till bild av detta arbetslivsmuseum |
| Timmermuseet på Vassholmen                        |               | Kalix, Kalix              | Vassholmen koordinater saknas                                 | 1697  | Ladda upp en bild av detta arbetslivsmuseum                                                 |
| Kalixlinjens museum                               |               | Kalix, Kalix              | Mariebergs viltfarm 65.95727, 22.88073                        | 1694  | Ladda upp en bild av detta arbetslivsmuseum                                                 |
| Bölebyns garverimuseum                            |               | Piteå, Piteå              | Nya Älvvägen 647 65.37977, 21.30128                           | 1695  | Ladda upp en bild av detta arbetslivsmuseum                                                 |
| Altappens sågverksmuseum                          |               | Luleå, Altappen           | Båt från Lövskär koordinater saknas                           | 1692  | Ladda upp en bild av detta arbetslivsmuseum                                                 |
| Bagerimuseet                                      |               | Älvsbyn, Älvsbyn          | Råggatan 8 koordinater saknas                                 | 1693  | Ladda upp en bild av detta arbetslivsmuseum                                                 |
| Ale kultur- och industrihistoria                  |               | Luleå, Ale                | Ale Nedre Kvarn 65.60663, 21.70883                            | 1691  | Ladda upp en bild av detta arbetslivsmuseum                                                 |
| Friluftsmuseet Hägnan                             |               | Luleå, Gammelstad         | Gamla Hamngatan 21 koordinater saknas                         | 1698  | Se fler bilder av detta arbetslivsmuseum · Ladda upp en till bild av detta arbetslivsmuseum |
| Försvarsmuseum Boden                              |               | Boden, Boden              | Granatvägen 2 65.80668, 21.67945                              | 4307  | Se fler bilder av detta arbetslivsmuseum · Ladda upp en till bild av detta arbetslivsmuseum |
| Vettasjärvi skvaltkvarn                           |               | Gällivare, Vettasjärvi    | koordinater saknas                                            | 1672  | Ladda upp en bild av detta arbetslivsmuseum                                                 |
| Filipsborgs herrgård                              |               | Kalix, Kalix              | Nyborgsvägen 197 65.84083, 23.15613                           | 4334  | Ladda upp en bild av detta arbetslivsmuseum                                                 |
| Skolmuseet i Murjek                               |               | Jokkmokk, Murjek          | Murjeks hembygdsgård koordinater saknas                       | 1668  | Ladda upp en bild av detta arbetslivsmuseum                                                 |
| Silvermuseet                                      |               | Arjeplog, Arjeplog        | Torget koordinater saknas                                     | 1666  | Ladda upp en till bild av detta arbetslivsmuseum                                            |
| Rallarmuseet                                      |               | Arvidsjaur, Moskosel      | Stationsvägen 16 koordinater saknas                           | 1663  | Se fler bilder av detta arbetslivsmuseum · Ladda upp en till bild av detta arbetslivsmuseum |
| Porjus gamla kraftstation, Porjus expo            |               | Jokkmokk, Porjus          | strömvägen 26 982 60 Porjus depån 66.95165, 19.79552          | 1662  | Ladda upp en till bild av detta arbetslivsmuseum                                            |
| Norrlands dragonregementes museisamling           |               | Arvidsjaur, Arvidsjaur    | koordinater saknas                                            | 1661  | Ladda upp en bild av detta arbetslivsmuseum                                                 |
| LKAB:s gruvmuseum                                 |               | Gällivare, Malmberget     | Poujtakvägen 67.17687, 20.64228                               | 1658  | Ladda upp en bild av detta arbetslivsmuseum                                                 |
| LKAB:s besöksgruva                                |               | Kiruna, Kiruna            | Kirunavaara gruva koordinater saknas                          | 1659  | Ladda upp en bild av detta arbetslivsmuseum                                                 |
| Gällivare museum                                  |               | Gällivare, Gällivare      | Storgatan 16 67.13397, 20.66138                               | 1653  | Ladda upp en till bild av detta arbetslivsmuseum                                            |
| Tornedalens fiskemuseum                           |               | Haparanda, Kukkola        | Kukkolaforsen 65.96473, 24.03208                              | 1656  | Ladda upp en till bild av detta arbetslivsmuseum                                            |
| Gällivare hembygdsområde                          |               | Gällivare, Gällivare      | Hembygdsområdet koordinater saknas                            | 1654  | Ladda upp en till bild av detta arbetslivsmuseum                                            |
| Ájtte, Svenskt fjäll- och samemuseum              |               | Jokkmokk, Jokkmokk        | Kyrkogatan 3 koordinater saknas                               | 1647  | Se fler bilder av detta arbetslivsmuseum · Ladda upp en till bild av detta arbetslivsmuseum |
| Lanthandelsmuseum (nedlagt)                       |               | Piteå, Koler              | Rallarvägen 8 koordinater saknas                              | 1707  | Ladda upp en bild av detta arbetslivsmuseum                                                 |